# 韋爾肯丹
韋爾肯丹（荷蘭語：Werkendam）是荷蘭的一个旧市镇，位於荷蘭南部，在行政區劃上屬於北布拉班特省。這裡地處三角洲地帶，部分區域被劃入國家公園。
2019年1月1日，韦尔肯丹与阿尔堡和沃德里赫姆合并为新市镇“阿尔特纳”。

## 外部連結
- 维基共享资源上的相關多媒體資源：韋爾肯丹
- （荷兰文） Official website